# Aulacomerus quivus
Aulacomerus quivus – gatunek błonkówki z rodziny Pergidae.

## Taksonomia
Gatunek ten został opisany w 1990 przez Davida Smitha. Jako miejsce typowe podano miejscowość Villa Nougués w argentyńskiej prowincji Tucumán na wysokości 1250 m n.p.m. Holotypem była samica.

## Zasięg występowania
Ameryka Południowa. Znany jedynie z płn.-zach. Argentyny z prowincji Tucumán.